# Tortefontaine
Tortefontaine är en kommun i departementet Pas-de-Calais i regionen Hauts-de-France i norra Frankrike. Kommunen ligger i kantonen Hesdin som tillhör arrondissementet Montreuil. År 2022 hade Tortefontaine 232 invånare.

## Befolkningsutveckling
Antalet invånare i kommunen Tortefontaine
| Referens: INSEE |